# سيمون جاكسون (كاتب)
سيمون جاكسون (بالإنجليزية: Simon Jackson)‏ هو كاتب مسرحي وكاتب سيناريو بريطاني، ولد في 1970 في مانشستر في المملكة المتحدة.